# Hekla
L'Hekla és un estratovolcà situat al sud d'Islàndia que s'eleva fins als 1.491 m d'altitud. És el volcà més actiu d'Islàndia; des de l'any 874 se n'han enregistrat més de 20 erupcions, la darrera de les quals fou el 28 de febrer de l'any 2000. A l'edat mitjana, els islandesos l'anomenaven «la Porta de l'Infern».
Pertany a una serralada volcànica de 40 km de llarg. La part més activa d'aquesta cadena de muntanyes, una fissura d'uns 5,5 km de llarg anomenada Heklugjá, es considera el volcà Hekla pròpiament dit. Té forma de barca posada cap per avall, amb la part superior (la «quilla») que en realitat és una sèrie de cràters, dos dels quals són generalment els més actius.
Les freqüents i extenses erupcions del volcà han cobert una gran part d'Islàndia amb tefra, i les diverses capes es poden fer servir per datar les erupcions dels altres volcans islandesos. El 10% de la tefra produïda a Islàndia els darrers mil anys prové del Hekla, en una quantitat que arriba als 5 km³. El volcà ha produït un dels volums de lava més elevats del món al darrer mil·lenni, al voltant dels 8 km³.
La primera ascensió al Hekla fou el 20 de juny de 1750, per part de l'explorador i escriptor islandès Eggert Ólafsson.

## Reputació del volcà

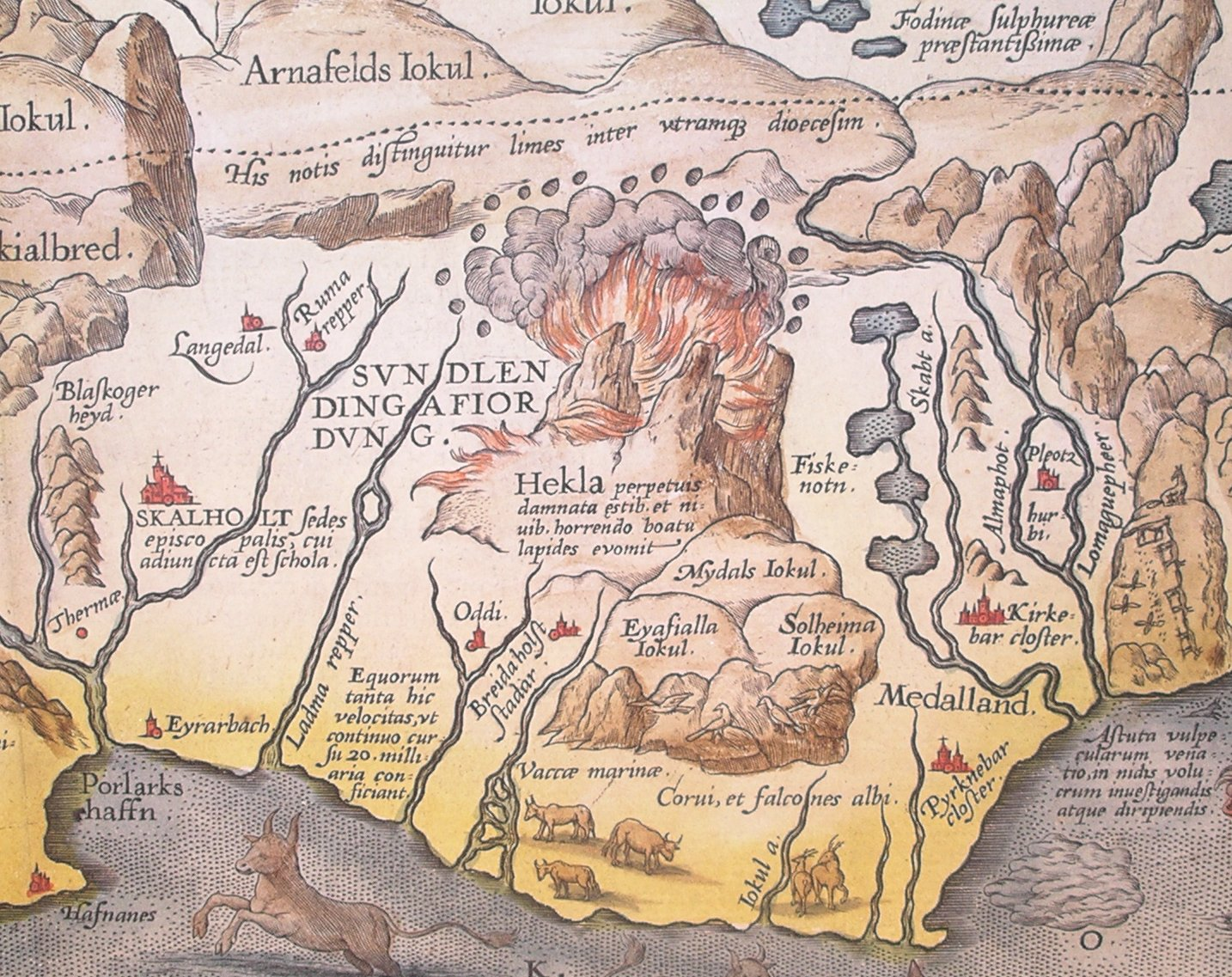
Detall del mapa d'Islàndia d'Abraham Ortelius de l'any 1585, que mostra l'Hekla en erupció. El text en llatí es tradueix com "El Hekla, perpètuament condemnat a tempestes i neu, vòmits de pedres sota un soroll terrible".

En islandès Hekla és la paraula per una capa amb caputxa curta, i podria fer referència a la nuvolositat freqüent que es pot trobar la cima. Una font llatina primerenca es refereix a la muntanya com Mons Casule.
Després de l'erupció de l'any 1104, diverses històries, probablement propagades deliberadament a Europa pels monjos cistercencs, deien que l'Hekla era la "porta d'entrada a l'infern". Un poema pel monjo Benedeit des voltants l'any 1120 sobre els viatges de Sant Brendan esmenta l'Hekla com la "presó de Judes". La creença que l'Hekla era la porta a l'infern va persistir fins a la dècada de 1800. Existeix encara una llegenda que diu que les bruixes es reuneixen a l'Hekla per Pasqua.

## Geologia

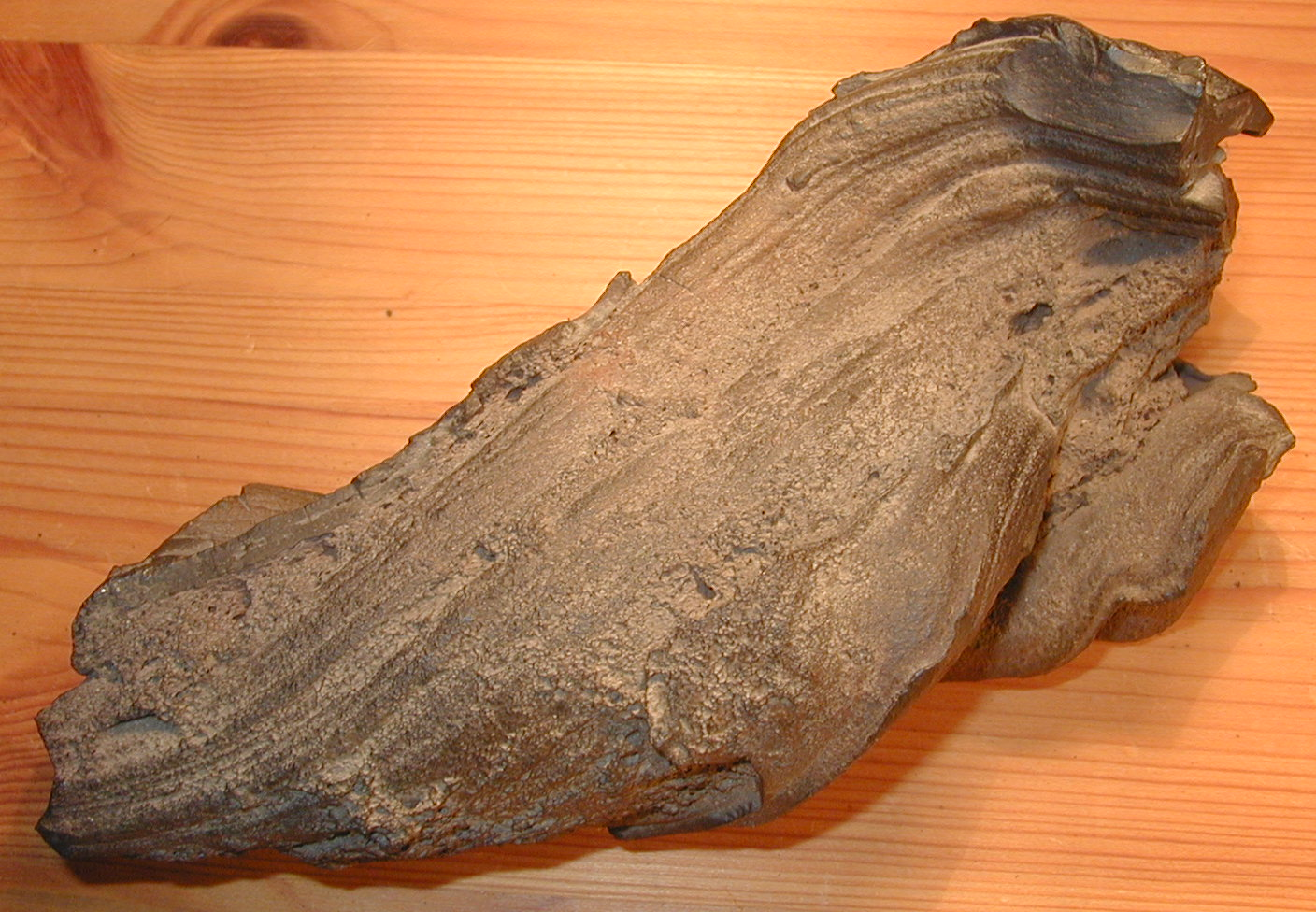
Bomba volcànica de 17 cm de llargada trobada en els camps de lava de l'Hekla.

La morfologia de l'Hekla es troba entre la d'una fissura volcànica i un estratovolcà (aixecat a partir de les erupcions de tefra i lava). La forma inusual de l'Hekla es troba en molt pocs volcans de tot el món, com per exemple el Callaqui a Xile. Es troba en una llarga serralada volcànica, en una fissura de 5,5 quilòmetres anomenada Heklugjá, a la que es considera que el Hekla pertany. Aquesta fissura s'obre al llarg de tota la seva longitud durant les grans erupcions i és alimentada per una cambra magmàtica que s'estima que té la part superior uns 4 km per sota de la superfície, i un centre de gravetat més baix, a 2,5 km. La tefra produïda per les seves erupcions és alta en fluor, el qual és verinós per als animals. La lava andesita basàltica generada per l'Hekla generalment té un contingut de SiO₂ de més del 54%, en comparació amb el 45-50% d'altres erupcions basàltiques alcalines transitòries properes. És l'únic volcà islandès que produeix laves calcioalcalines. Els fenocristalls de la lava de l'Hekla poden contenir plagioclasa, piroxens, titanomagnetita, olivina i apatita. Quan no està en erupció sovint es troba cobert de neu i glaceres petites. És inusualment aseismic, amb activitat només uns 30-80 minuts abans d'una erupció. Els terratrèmols a la rodalia del volcà són generalment per sota de magnitud 2 quan està latent, mentres que arriben a magnitud 3 quan erupciona.

### Mineralogia
Al volcà se n'han descrit deu espècies de minerals diferents, i cinc d'aquestes han estat descobertes en aquest indret: l'heklaïta, descoberta l'any 2008 i que duu el nom del volcà, la topsøeïta, descoberta l'any 2016, la verneïta, també descoberta l'any 2016 i que comparteix localitat tipus amb el volcà Eldfell, i la jakobssonita i la leonardsenita, ambdues aprovades per l'Associació Mineralògica Internacional l'any 2011. La resta de minerals trobats són: hieratita, hidrocenoralstonita, mal·ladrita, oskarssonita i salmiac.
| Nom           | Fórmula      |
| Heklaïta      | KNaSiF₆      |
| Jakobssonita  | CaAlF₅       |
| Leonardsenita | MgAlF₅·2H₂O  |
| Topsøeïta     | FeF₃(H₂O)₃   |
| Verneïta      | Na₂Ca₃Al₂F14 |

## Erupcions
La primera erupció registrada de l'Hekla data de l'any 1104. Des de llavors s'han produït entre vint i trenta considerables erupcions, de vegades mantenint la muntanya activa durant períodes de sis anys amb poques estones de pausa. Les erupcions d'aquest volcà són molt variades i difícils de predir. Algunes són molt curtes, entre una setmana i deu dies, mentre que altres poden allargar-se mesos i anys (l'erupció de l'any 1947 va començar el 29 de març i va acabar en el mes d'abril de l'any 1948). L'erupció més recent va ser el 26 febrer de l'any 2000.
Una de les majors erupcions durant l'Holocè a Islàndia va ser el Hekla 3 (o H3) erupció ocorreguda entre el 950 aC i el 1159 aC, que va llançar uns 7,3 km³ de roca volcànica a l'atmosfera, situant el seu índex d'explosibilitat volcànica (VEI) en 5. Això hauria fet refredat les temperatures a les zones del nord del globus durant uns anys després. Les empremtes d'aquesta erupció s'han identificat en les torberes d'Escòcia, i en un estudi irlandès sobre la datació dels anells dels arbres d'aquest període que ha mostrat un creixement insignificant dels anells dels arbres durant la dècada.

## Flora i fauna

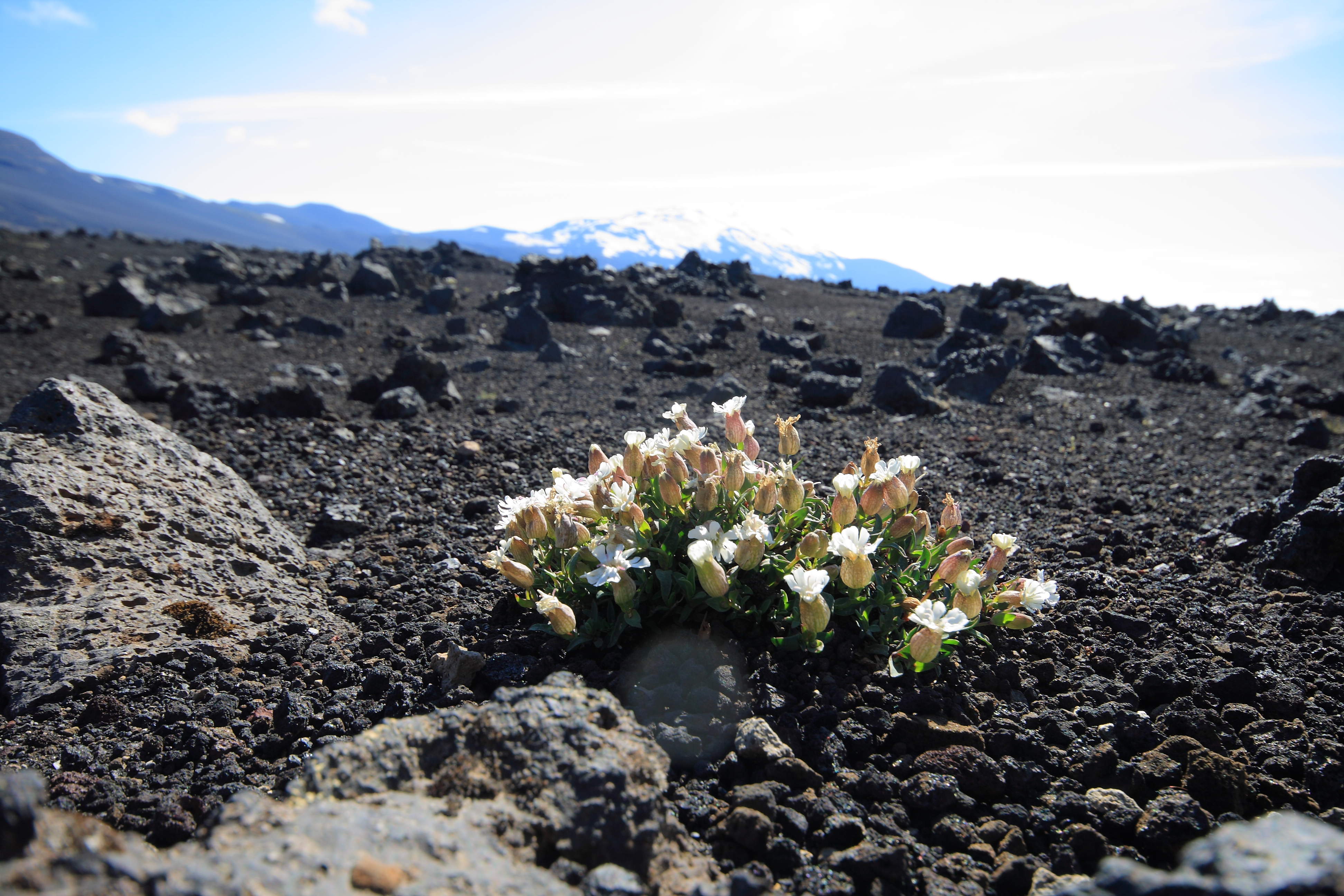
Vegetació colonitzant el sòl prop de l'Hekla

En el passat, l'àrea de l'Hekla va estar coberta de boscos. Els boscos i algunes herbes són molt més resistents a les cendres i a la pedra tosca caiguda que la vegetació baixa. L'efecte combinat de l'acció humana i l'activitat volcànica ha deixat una superfície inestable molt susceptible a l'erosió. Hekluskógar és un projecte de reforestació de 90.000 hectàrees que està en marxa per restaurar els prèviament presents boscos de bedolls i salzes, a partir de la fertilització del sòl i la sembra de gespa. Això estabilitzaria les grans àrees de cendra volcànica, ajudant a reduir l'erosió pel vent i l'aigua i, en última instància, augmentar la biodiversitat. És la major reforestació d'aquest tipus a Europa. Després d'una erupció gairebé tots els "llocs segurs" de nous fluxos de lava són colonitzats per molses en uns aproximadament 20 anys, en expansió fins a formar a una capa homogènia fins a 20 cm de gruix en uns 50 anys.

## Esport i recreació
L'Hekla és una destinació popular per practicar senderisme. Després de l'erupció més recent, la caminada fins al cim a peu pot trigar de 3 a 4 hores. A la primavera es pot esquiar en rutes curtes al voltant del cràter. A l'estiu hi ha rutes fàcils de muntanyisme també al voltant de la vora del cràter, i és possible practicar snowcat a la part superior durant l'hivern.